# Dygoris pastazana
Dygoris pastazana är en fjärilsart som beskrevs av Fox 1945. Dygoris pastazana ingår i släktet Dygoris och familjen praktfjärilar. Inga underarter finns listade i Catalogue of Life.